# جووانا دی رائوزو
جووانا دی رائوزو (ایتالیایی: Giovanna Di Rauso؛ ۲۹ دسامبر ۱۹۸۱) بازیگر سینما و تلویزیون اهل ایتالیا است.
از فیلم‌ها یا مجموعه‌های تلویزیونی که وی در آن‌ها نقش داشته‌است، می‌توان به بال‌های زندگی و زمین ما اشاره نمود.